# Paso de los Libres (departement)
Paso de los Libres is een departement in de Argentijnse provincie Corrientes. Het departement (Spaans:  departamento) heeft een oppervlakte van 4.700 km² en telt 46.326 inwoners.

## Plaatsen in departement Paso de los Libres
- Bonpland
- Parada Pucheta
- Paso de los Libres
- Tapebicuá